# Destacar metella
Destacar metella is een tweekleppigensoort uit de familie van de Arcidae. De wetenschappelijke naam van de soort is voor het eerst geldig gepubliceerd in 1917 door Hedley.